# 聽審請求權
聽審請求權（或聽審權、合法聽審權）為民事訴訟法上之原則，保障當事人於訴訟程序中之權能。

## 陳述權
陳述權可分為積極意義之陳述權與消極意義之陳述權二者，前者係指法院應保障當事人於訴訟程序中可為事實之主張、證據之聲明、意見之提出等陳述權；後者係指法院據以為裁判基礎之訴訟資料均需以保障當事人之陳述權為前提。